# Сота (трактат)
«Сота́» (др.-евр. סוטה‬, sotah — буквально «неверная жена» или «женщина, подозреваемая в неверности») — трактат в Мишне, Тосефте, Вавилонском и Иерусалимском Талмуде, в разделе Нашим («Женщины»). Главной темой трактата является описание процедуры испытания горькой водой, которая, согласно Торе, применялась к жене, заподозренной в неверности.

## Предмет рассмотрения
Процедура испытания жены, подозреваемой в неверности, является единственным в Моисеевом законе случаем применения «Божьего суда»:

И сказал Господь Моисею, говоря: объяви сынам Израилевым и скажи им: если изменит кому жена, и нарушит верность к нему, и переспит кто с ней и излиет семя, и это будет скрыто от глаз мужа ее, и она осквернится тайно, и не будет на нее свидетеля, и не будет уличена, и найдет на него дух ревности, и будет ревновать жену свою, когда она осквернена, или найдет на него дух ревности, и он будет ревновать жену свою, когда она не осквернена, пусть приведет муж жену свою к священнику и принесет за нее в жертву десятую часть ефы ячменной муки, но не возливает на нее елея и не кладет ливана, потому что это приношение ревнования, приношение воспоминания, напоминающее о беззаконии; а священник пусть приведет и поставит ее пред лице Господне, и возьмет священник святой воды в глиняный сосуд, и возьмет священник земли с полу скинии и положит в воду; и поставит священник жену пред лице Господне, и обнажит голову жены, и даст ей в руки приношение воспоминания, — это приношение ревнования, в руке же у священника будет горькая вода, наводящая проклятие.
И заклянет ее священник и скажет жене: если никто не переспал с тобою, и ты не осквернилась и не изменила мужу своему, то невредима будешь от сей горькой воды, наводящей проклятие; но если ты изменила мужу твоему и осквернилась, и если кто переспал с тобою кроме мужа твоего, — тогда священник пусть заклянет жену клятвою проклятия и скажет священник жене: да предаст тебя Господь проклятию и клятве в народе твоем, и да соделает Господь лоно твое опавшим и живот твой опухшим; и да пройдет вода сия, наводящая проклятие, во внутренность твою, чтобы опух живот [твой] и опало лоно [твое]. И скажет жена: аминь, аминь.
И напишет священник заклинания сии на свитке, и смоет их в горькую воду; и даст жене выпить горькую воду, наводящую проклятие, и войдет в нее вода, наводящая проклятие, ко вреду ее.
И возьмет священник из рук жены хлебное приношение ревнования, и вознесет сие приношение пред Господом, и отнесет его к жертвеннику; и возьмет священник горстью из хлебного приношения часть в память, и сожжет на жертвеннике, и потом даст жене выпить воды; и когда напоит ее водою, тогда, если она нечиста и сделала преступление против мужа своего, горькая вода, наводящая проклятие, войдет в нее, ко вреду ее, и опухнет чрево ее и опадет лоно ее, и будет эта жена проклятою в народе своем; если же жена не осквернилась и была чиста, то останется невредимою и будет оплодотворяема семенем.
— Чис. 5:11—28
Характерный для Талмуда принцип рассмотрения тем по ассоциации достигает в трактате «Сота» наибольшего выражения: помимо подробностей процедуры испытания неверной жены, в нём имеется много другого материала, занимающего в общей сложности около половины трактата.

## Содержание
Трактат «Сота» в Мишне содержит 9 глав и 67 параграфов.. Как и многие другие трактаты Талмуда, он завершается любопытными материалами агадического характера.
- Глава первая определяет сферу применения закона о неверной жене. Если муж ревнует жену к кому-либо, он должен в присутствии двух свидетелей запретить ей уединяться с этим человеком. Если она нарушила запрет, муж имеет право подвергнуть её испытанию горькой водой (если она отказывается, он может развестись с ней без предусмотренной брачным договором выплаты). Далее Мишна начинает описание этого обряда.
- Глава вторая подробно описывает обряд заклятия неверной жены, согласно Чис. 5:15—22.
- Глава третья завершает описание обряда испытания.
- Глава четвёртая рассматривает случаи, когда женщина не подлежит испытанию горькой водой (обручённая, бесплодная, состоящая в незаконном браке и т. п.)
- Глава пятая начинается с положения о том, что горькая вода оказывает своё действие как на неверную жену, так и на мужчину, с которым она согрешила; это положение высказано на собрании учёных, в ходе которого был низложен наси Гамлиэль II. Далее приводится ряд интерпретаций текстов Священного Писания, сделанных в этот день.
- Глава шестая рассматривает вопрос о достоверности свидетельств об измене жены. Это последняя глава трактата, посвящённая его основной теме.
- Глава седьмая начинается с положения о том, что заклятие неверной жены может читаться на любом языке; далее разбирается, какие священные тексты можно также читать на любом языке, а какие и почему — только на «священном языке» (לשון הקודש), то есть на иврите. Только на иврите читаются: исповедание над первыми плодами (Втор. 26:5—10), слова отвергнутой невестки (Втор. 25:9), Аароново благословение (Чис. 6:23—27), молитва над убиваемой телицей (Втор. 21:7, 8), речь священника перед сражением (Втор. 20:2—4), чтение Торы первосвященником и царём с сопутствующими благословениями (Втор. 31:11 и Мишна, трактат Йома, 7). Все остальные благословения и молитвы, а также клятвы разрешено читать на любом языке.
- Глава восьмая начинается с текста речи, произносимой священником перед сражением, и по ассоциации переходит к законам ведения войны; даётся подробный комментарий к Втор. 20:1—9.
- Глава девятая описывает обряд закалывания телицы в случае нахождения неизвестно кем убитого человека. Мишна сообщает, что этот обряд перестал применяться, когда в I в. н. э. возникло движение террористов-сикариев и начались массовые убийства. Завершается трактат рассказом о том, как упразднялись другие обычаи и обряды, и о других мрачных предзнаменованиях эпохи. В заключение приводится перечисление разных степеней святости и благочестия, высшей из которых является дар Святого Духа.[1]

## Затрагиваемые темы
И в Тосефте, и в обеих Гемарах трактат «Сота» содержит множество рассказов и легенд, агадических и экзегетических интерпретаций, исторических фактов и рассказов, афористических выражений и поговорок.
- В Тосефте, 1:2 обсуждается вопрос о минимальной длительности полового акта.
- Мишна, 1:7 приводит афоризм: «Какою мерою человек мерит, такою мерят ему» (במידה שאדם מודד, בה מודדין לו, ср. с Мф. 7:2). Далее, в параграфах 1:8, 1:9 приводятся примеры из Библии, иллюстрирующие данный афоризм. Третья и четвёртая главы Тосефты значительно развивают эту тему.
- В Мишне 3:4 обсуждаются последствия питья горькой воды; в связи с этим поднимается вопрос о том, следует ли обучать женщин Торе — мнения на этот счёт расходятся.
- Тосефта, 5:9-12 рассуждает о проблемах в отношениях между супругами.
- В шестой главе Тосефты рассказывается о разногласиях между рабби Акивой и Шимоном бар Иохаем в толковании некоторых мест Библии.
- В Мишне, 7:5 и восьмой главе Тосефты комментируется эпизод из Нав. 8:30—35, чтение народом благословений и проклятий.
- Мишна, 7:8 рассказывает о том, как царь Ирод Агриппа I читал Тору перед народом.
- Примечательны комментарии Тосефты (9:2-9) к некоторым местам Библии, в которых подряд приводятся речи, принадлежащие разным лицам: Втор. 21:7, 8, 1Цар. 4:8, 9, Наум. 1:1—4, Песн. 8:5, 6 и т. д.[1].
- В Тосефте 11:7-8 вычисляются даты рождения и смерти Моисея.
- В 11 и 12 главах Тосефты несколько параграфов посвящены выяснению противоречий, встречающихся в Библии; так, Тосефта, 11:11 стремится примирить 1Цар. 10:2, где гробница Рахили указана «в пределах Вениаминовых», с Быт. 35:19, где говорится, что Рахиль была погребена близ Вифлеема, в земле Иуды[1]. Тосефты 11:18 и 12:3 ищут разрешения противоречий, являющихся из сопоставлений 2Цар. 21:8 с 6:23 и 2Пар. 22:2 с 21:5[1].
- В Тосефте, 13:1 обсуждается судьба Ковчега Завета.
- В Тосефте, 13:7-10 рассказывается о первосвященнике Симоне Праведном и о реформах царя Иоанна Гиркана.
- Тосефта, 15:1 содержит легенду о шамире.
- Тосефта, 15:11 рассказывает об ужасе, охватившем народ по разрушении храма, когда многие в отчаянии отказались употреблять в пищу мясо и пить вино. Рабби Иехошуа убедил их в том, что надо соблюдать меру даже в трауре, и ввёл в память о храме три символических ограничения, которые соблюдаются в иудаизме до сих пор[1].